# Varianza di Allan
La varianza di Allan, dal nome del fisico David W. Allan, è una misura della stabilità in frequenza di un orologio, un oscillatore o un amplificatore ed è espressa dal simbolo matematico {\displaystyle \sigma _{y}^{2}(\tau )}. È anche detta varianza a due campionamenti, e viene facilmente generalizzata nella varianza a M campionamenti:
{\displaystyle \sigma _{y}^{2}(M,T,\tau ).}
Dove M sono i campionamenti, T il tempo che intercorre tra le misure e {\displaystyle \tau } il tempo di osservazione. Si definisce come:
{\displaystyle \sigma _{y}^{2}(M,T,\tau )={\frac {1}{2(M-1)}}\sum _{i=1}^{M-1}[y(\tau )_{i+1}-y(\tau )_{i}]^{2}}
Dove gli {\displaystyle y(\tau )_{i}} sono due campionamenti successivi. 
La deviazione standard di Allan {\displaystyle \sigma _{y}(\tau )} (la radice quadrata della varianza) è quindi una misura delle instabilità dell'oscillatore (un oscillatore molto stabile nel breve termine potrebbe avere una scarsa stabilità sul lungo periodo). La sua stima per una gamma di valori {\displaystyle \tau } estesi consente di determinare il tipo di rumore che colpisce l'oscillatore in questione. Ad esempio, in presenza di rumore bianco, la curva della deviazione di Allan ha una pendenza decrescente come la radice di tau, cioè il livello di instabilità è diviso per 10 se si moltiplica di un fattore 100 il tempo di campionamento. Altri tipi di rumore hanno risposte diverse. Queste stime consentono di modellare il comportamento dell'oscillatore e di prevedere e stimare il suo comportamento a breve, medio o lungo termine.